# Stephen Conrad Stuntz
Stephen Conrad Stuntz  (4 de abril de 1875 Clarno, Wisconsin - 1907, Viena ) fue un botánico y briólogo estadounidense.

## Algunas publicaciones
- List of the Agricultural periodicals of the United States and Canada Published During the Century July 1810-July 1910. Washington: U. S. Department of Agriculture Miscellaneous Publication 398
- A Revision of the North American Species of the Genus Eleutera Beauv. (Neckera Hedw.). Bulletin of the Torrey Botanical Club 27 ( 4) (abr 1900): 202-211

- La abreviatura «Stuntz» se emplea para indicar a Stephen Conrad Stuntz como autoridad en la descripción y clasificación científica de los vegetales.[1]